# 伊尼雅利梅區
24°28′37″S 35°01′49″E / 24.47694°S 35.03028°E
伊尼雅利梅區（葡萄牙語：Inharrime），是莫桑比克的行政區，位於該國東南部，由伊尼揚巴內省負責管轄，首府設於伊尼雅利梅，面積2,744平方公里，2007年人口97,471，人口密度每平方公里36人。